# Лісі-Оґон
Лісі-Оґон (пол. Lisi Ogon, нім. Fuchsschwanz) — село в Польщі, у гміні Біле Блота Бидґозького повіту Куявсько-Поморського воєводства.
Населення — 747 осіб (2011).

## Демографія
Демографічна структура станом на 31 березня 2011 року:
|          | Загалом | Допрацездатний вік | Працездатний вік | Постпрацездатний вік |
| -------- | ------- | ------------------ | ---------------- | -------------------- |
| Чоловіки | 349     | 69                 | 259              | 21                   |
| Жінки    | 398     | 83                 | 257              | 58                   |
| Разом    | 747     | 152                | 516              | 79                   |